# Limón (Costa Rica)
Limón es el primer distrito y ciudad cabecera del cantón de Limón, en la provincia de Limón, de Costa Rica.
Sus dos puertos son los más grandes e importantes para usos comerciales de este país centroamericano, en donde las exportaciones e importaciones sobrepasan el 80% de la actividad nacional.

## Historia
El cantón se encontraba poblado por tribus indígenas antes de la llegada de los españoles, y el 25 de septiembre de 1502 el almirante Cristóbal Colón llega a las costas limonenses, durante su cuarto y último viaje. Atraca sus carabelas en la Isla Quiribrí, a la que Colón llamó La Huerta por la variedad de su flora, esta isla hoy en día es uno de los puntos turísticos de la ciudad, la única forma de llegar a la isla es mediante vía marítima. 
El pueblo fue oficialmente fundado en 1854 por Philipp J. J. Valentini con apoyo del gobierno de entonces. Después de dos siglos de abandono, a través del Decreto 27 del 6 de junio de 1870, se crea la comarca de Limón y el Decreto 61 del 25 de julio de 1892 da origen a la Municipalidad de la comarca de Limón. 
En 1871 se inician los trabajos de construcción del ferrocarril al Atlántico que uniría a San José con Limón con el fin de facilitar las exportaciones a Europa del café costarricense. Un año después llegan los primeros inmigrantes jamaiquinos para trabajar en las obras del ferrocarril, aportando su lengua, cultura, religión y gastronomía. En 1890 acaba la construcción y Costa Rica se ve así unida por vez primera a su costa caribeña y al resto del mundo.
Limón fue sacudido por el terremoto de 1991 con una magnitud de 7.7. Este terremoto afectó tanto la ciudad como la línea costera, hubo 49 víctimas en el país, también el vecino Panamá se vio afectado dejando un saldo de 76 personas, debido a este terremoto en la costa del centro de la ciudad puede observarse cómo el coral fue elevado al menos unos 1-2 metros sobre el nivel del mar.
Limón como distrito fue creado el 10 de agosto de 1992 por medio de Decreto Ejecutivo 21515-G.
Gran parte de la población de Limón pertenece a la comunidad afrodescendiente, ya que en la construcción del Ferrocarril al Atlántico (1871-1874) usaron a personas de Jamaica como esclavos, luego los mantuvieron fuera de las ciudades principales y los alojaron en la actual provincia de Limón.

## Ubicación
Se encuentra ubicada a una distancia de 152 kilómetros al este de San José, capital de la República, en la costa del Mar Caribe.

## Geografía
Limón cuenta con un área de 59,18 km² y una altitud media de 3 m s. n. m.

## Clima
El clima de Limón es considerado un clima tropical-húmedo, sus temperaturas rondan entre los 28 °C - 31 °C, es una región en la cual llueve demasiado debido a su cercanía con el mar Caribe, la humedad tiene un rango del 80-85% y los vientos tienen una velocidad promedio de 9 km/h.
| Parámetros climáticos promedio de Ciudad de Limón, Costa Rica | Parámetros climáticos promedio de Ciudad de Limón, Costa Rica | Parámetros climáticos promedio de Ciudad de Limón, Costa Rica | Parámetros climáticos promedio de Ciudad de Limón, Costa Rica | Parámetros climáticos promedio de Ciudad de Limón, Costa Rica | Parámetros climáticos promedio de Ciudad de Limón, Costa Rica | Parámetros climáticos promedio de Ciudad de Limón, Costa Rica | Parámetros climáticos promedio de Ciudad de Limón, Costa Rica | Parámetros climáticos promedio de Ciudad de Limón, Costa Rica | Parámetros climáticos promedio de Ciudad de Limón, Costa Rica | Parámetros climáticos promedio de Ciudad de Limón, Costa Rica | Parámetros climáticos promedio de Ciudad de Limón, Costa Rica | Parámetros climáticos promedio de Ciudad de Limón, Costa Rica | Parámetros climáticos promedio de Ciudad de Limón, Costa Rica |
| Mes                                                           | Ene.                                                          | Feb.                                                          | Mar.                                                          | Abr.                                                          | May.                                                          | Jun.                                                          | Jul.                                                          | Ago.                                                          | Sep.                                                          | Oct.                                                          | Nov.                                                          | Dic.                                                          | Anual                                                         |
| ------------------------------------------------------------- | ------------------------------------------------------------- | ------------------------------------------------------------- | ------------------------------------------------------------- | ------------------------------------------------------------- | ------------------------------------------------------------- | ------------------------------------------------------------- | ------------------------------------------------------------- | ------------------------------------------------------------- | ------------------------------------------------------------- | ------------------------------------------------------------- | ------------------------------------------------------------- | ------------------------------------------------------------- | ------------------------------------------------------------- |
| Temp. máx. abs. (°C)                                          | 35                                                            | 38                                                            | 37                                                            | 36                                                            | 36                                                            | 33                                                            | 37                                                            | 37                                                            | 38                                                            | 37                                                            | 35                                                            | 33                                                            | 33                                                            |
| Temp. máx. media (°C)                                         | 28                                                            | 28                                                            | 28                                                            | 28                                                            | 29                                                            | 29                                                            | 29                                                            | 28                                                            | 30                                                            | 29                                                            | 28                                                            | 28                                                            | 28.5                                                          |
| Temp. media (°C)                                              | 25                                                            | 25                                                            | 26                                                            | 26                                                            | 27                                                            | 26                                                            | 26                                                            | 26                                                            | 26                                                            | 26                                                            | 26                                                            | 25                                                            | 25.8                                                          |
| Temp. mín. media (°C)                                         | 22                                                            | 22                                                            | 22                                                            | 23                                                            | 23                                                            | 23                                                            | 23                                                            | 23                                                            | 23                                                            | 23                                                            | 23                                                            | 22                                                            | 22.7                                                          |
| Temp. mín. abs. (°C)                                          | 10                                                            | 16                                                            | 17                                                            | 12                                                            | 18                                                            | 17                                                            | 18                                                            | 17                                                            | 16                                                            | 12                                                            | 18                                                            | 17                                                            | 10                                                            |
| Precipitación total (mm)                                      | 310                                                           | 210                                                           | 200                                                           | 270                                                           | 280                                                           | 280                                                           | 410                                                           | 290                                                           | 140                                                           | 180                                                           | 370                                                           | 400                                                           | 3390                                                          |
| Días de lluvias (≥ 1 mm)                                      | 17                                                            | 13                                                            | 11                                                            | 11                                                            | 17                                                            | 16                                                            | 19                                                            | 16                                                            | 12                                                            | 15                                                            | 17                                                            | 17                                                            | 181                                                           |
| Fuente: HKO                                                   |                                                               |                                                               |                                                               |                                                               |                                                               |                                                               |                                                               |                                                               |                                                               |                                                               |                                                               |                                                               |                                                               |

## Demografía
Para el año 2022, Limón cuenta con una población estimada de 71 514 habitantes, y para el último censo efectuado, en 2011, Limón contaba con una población de 61 072 habitantes.
Se caracteriza por tener la mayor población negra de todo el país, y destaca por el crisol de razas que en ella habitan y su población tiene distintos orígenes tales como español, jamaicano, italiano, Antillas francesas, alemán, chino, judío, libanés, turco, inglés, nicaragüense, colombiano, cubano, etc.
Para el censo de 2011 se estima que existían alrededor de 26 666 viviendas ocupadas en la zona del cantón de Limón.
También para el censo de 2011 el porcentaje de alfabetismo es del 97% la escolaridad promedio de las personas entre 25-49 años es de 8,7 años. El nivel educativo del cantón es: 5% ningún año de educación, 15,2% primaria incompleta, 16,9% educación superior (Universidad), 17% secundaria completa, 22,4% primaria completa y 23% de la población con secundaria incompleta.

### Idiomas
A pesar de que el español es el idioma oficial, se hablan otras lenguas como el inglés y el kryol limonense por parte de la población afrodescendiente, los cuales se extienden por la zona litoral atlántica, así como los idiomas indígenas: el bribri,  y el cabécar, en los cercanos cantones de Talamanca y Matina.

## Localidades
- Barrios: Bellavista, Bohío, Bosque, Buenos Aires, Cangrejos, Cariari, Cerro Mocho, Cielo Amarillo, Cieneguita, Cocos, Colina, Corales, Cruce, Fortín, Garrón, Hospital, Roosvelt(Jamaica Town), Japdeva, Laureles, Limoncito, Barrio Quinto, Lirios, Moín, Pacuare (Nuevo y Viejo), Piuta, Portete, Pueblo Nuevo, San Juan, Santa Eduviges, Trinidad, Veracruz.
- Poblados: Buenos Aires, Cocal, Dos Bocas, Empalme Moín, Milla Nueve, Santa Rosa, Valle La Aurora, Villas del Mar Uno, Villas del Mar Dos, Villa Hermosa.

## Cultura

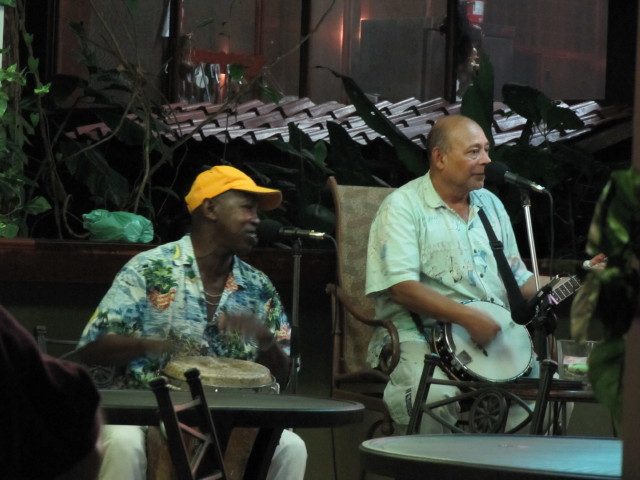
Un par de calipsonians.

### Arquitectura
En 1871, el ingeniero y arquitecto Ángel Miguel Velázquez Vidaurre desarrolló los planos para el asentamiento de la ciudad de Limón. Sus calles y avenidas son amplias y bien trazadas; es la única ciudad costarricense que ha sido planificada urbanísticamente a finales del siglo XIX sus cuadrantes son exactos.
La ciudad está separada del mar por un malecón llamado tajamar que bordea toda su costa en el área urbana. Como resultado de su explosión demográfica, Limón, ha visto crecer el número de sus barrios, y en general la provincia de Limón cuenta con el índice de crecimiento demográfico más alto de Costa Rica.
La ciudad de Limón cuenta con varios edificios de estilo victoriano que fueron adaptados al clima húmedo y cálido de la región, dando lugar al estilo arquitectónico victoriano-caribeño. Este estilo se caracteriza por los techos altos con ornamentos de madera a modo de encajes, generosos corredores, torrecillas, barandas y sistemas de ventilación cruzada para alivianar la sensación de calor y humedad característicos de la zona. Se incorporaron también pilotes para elevar el edificio en caso de inundaciones, y mosquiteros para controlar la presencia de insectos.
Entre sus principales edificaciones sobresalen por su antigüedad y belleza arquitectónica, el edificio de Correos que alberga también el Museo Etnohistórico, la pensión Costa Rica, el Black Star Line (en proceso de reconstrucción tras un incendio que lo consumió en su totalidad), la Iglesia Adventista, la Iglesia Anglicana San Marcos, el antiguo comisariato, el edificio Peña, el edificio Corella, el edificio Ingianna, el Banco Nacional, el Park Hotel, la escuela Tomás Guardia, la Casa de la Cultura, y otros del casco histórico de la ciudad.

### Deporte
El estadio de béisbol "Big Boy" es una de las instalaciones deportivas más populares de la ciudad, también cuenta con dos estadios de fútbol: el Estadio Juan Gobán, sede del equipo Limón Black Star de la Segunda División de Costa Rica y el Estadio Nuevo de Limón, en las afueras de la ciudad, el cual cuenta con pista de atletismo y otras facilidades deportivas, y es sede del Colegio Deportivo de Limón. 
La ciudad cuenta también con tres modernos gimnasios: el Eddy Bermúdez, el Rafael Yglesias y el de la Sede del Caribe de la UCR, además de los polideportivos de JAPDEVA y RECOPE. El cantón fue sede por tercera ocasión de los Juegos Deportivos Nacionales en 2009. Este evento deportivo ha sido ganado además por el cantón de Limón en varias oportunidades.
También se cuenta con el surf como deporte extremo, de esta provincia salen numerosos surfeadores talentosos que posteriormente se dan a conocer internacionalmente por sus fantásticas actuaciones[cita requerida]. Los lugares más recomendados para practicar este deporte son las siguientes playas: Playa Bonita, Cieneguita, Westfalia y un punto muy buscado por los turistas se encuentra en la Isla Quiribrí, la cual cuenta con una de las mejores olas del país.
Aunque es cierto que la ciudad cuenta con instalaciones deportivas estas se han visto en un abandono por parte de las mismas federaciones, sin embargo, esto no detiene al talento de la población limonense y han destacado varios deportistas a nivel nacional e internacional.
Deportistas: Limón cuenta con una alta gama de deportistas, Nery Antonio Brenes Cárdenas, Sharolyn Scott, Sherman Guity, Juan Cayasso, Patrick Pemberton, Kurt Bernand, Richard Smith, son algunos de los ejemplos que pueden verse en el cantón central de Limón. Existen otros deportistas que bien, no nacieron en el cantón, pero sus padres si son originarios de la provincia, véase Hannah Gabriels, Windell Gabriel,Paulo Wanchope, Hernán Medford o Joel Campbell

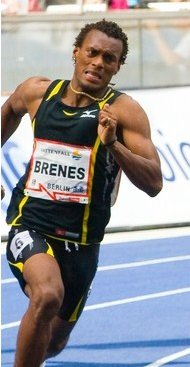
Nery brenes, atleta limonense que ha participado en varios mundiales de atletismo bajo techo.
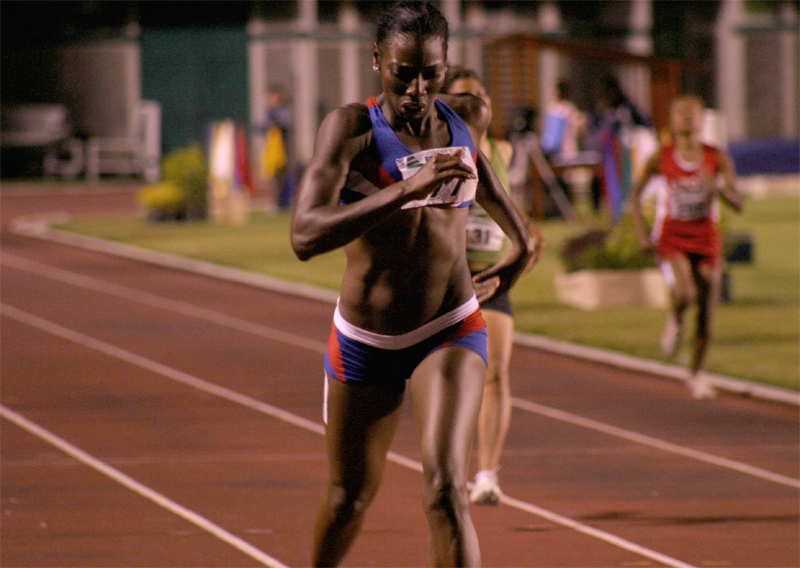
Sharolyn Scott atleta limonense especialista en 400 m vallas.
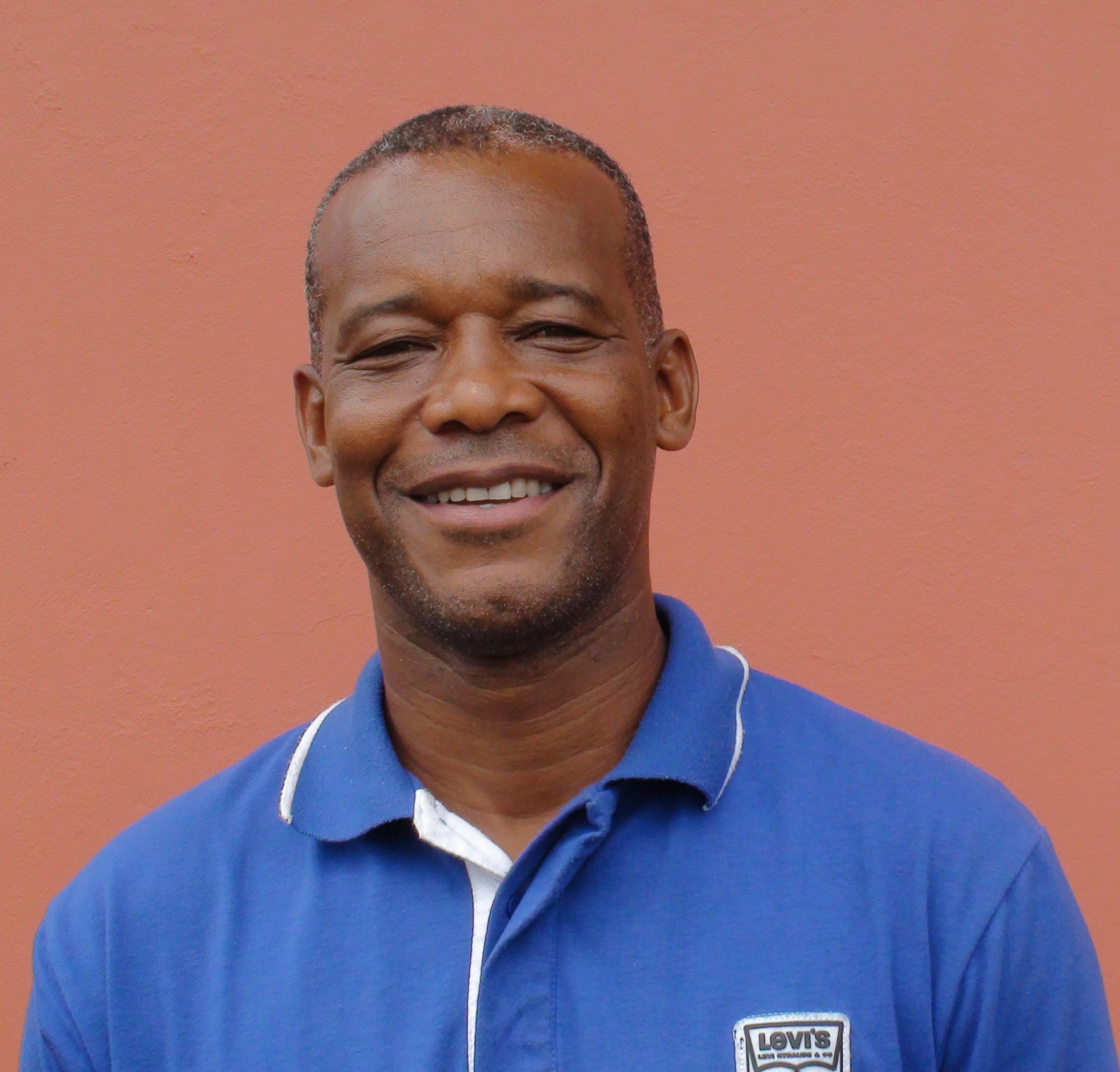
Juan Cayasso exfutbolista limonense jugador histórico por marcar en el primer mundial de Costa Rica, Italia 90.

### Educación
Limón, como también se le conoce a la ciudad, alberga a la Sede del Caribe de la Universidad de Costa Rica y el Centro Académico de Limón del Instituto Tecnológico de Costa Rica en ella se encuentran también varias universidades privadas como la Universidad Metropolitana Castro Carazo Universidad Metropolitana Castro Carazo, la Universidad Libre de Costa Rica (ULICORI). El cantón cuenta con una gran cantidad de centros de enseñanza primaria y secundaria públicos y privados, incluyendo un colegio científico y otro deportivo; junto con una sede del Instituto Nacional de Aprendizaje (INA).

### Gastronomía
La comida limonense aporta a la cultura costarricense una gran variedad de platillos, entre los que destacan el rice and beans, chicheme (hominy), pan bon, hiel (agua de sapo), rondón, pati y plantintá. Esta rica gastronomía caribeña ha convertido al cantón central de Limón en un lugar singular dentro del territorio nacional, al punto de que resulta poco común encontrar estos platillos fuera de la ciudad, y muchos costarricenses desconocen su existencia.

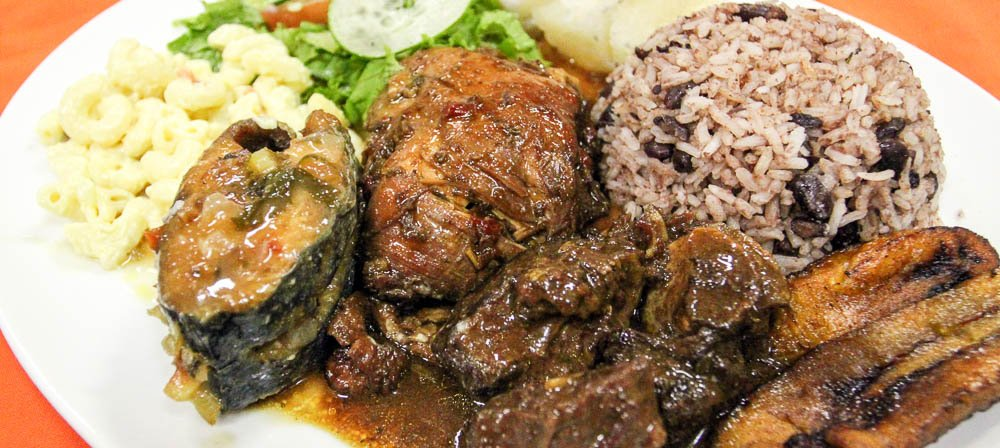
Rice and beans, como lo dice su nombre arroz, frijoles, pollo, leche de coco, plátanos maduros y ensalada.
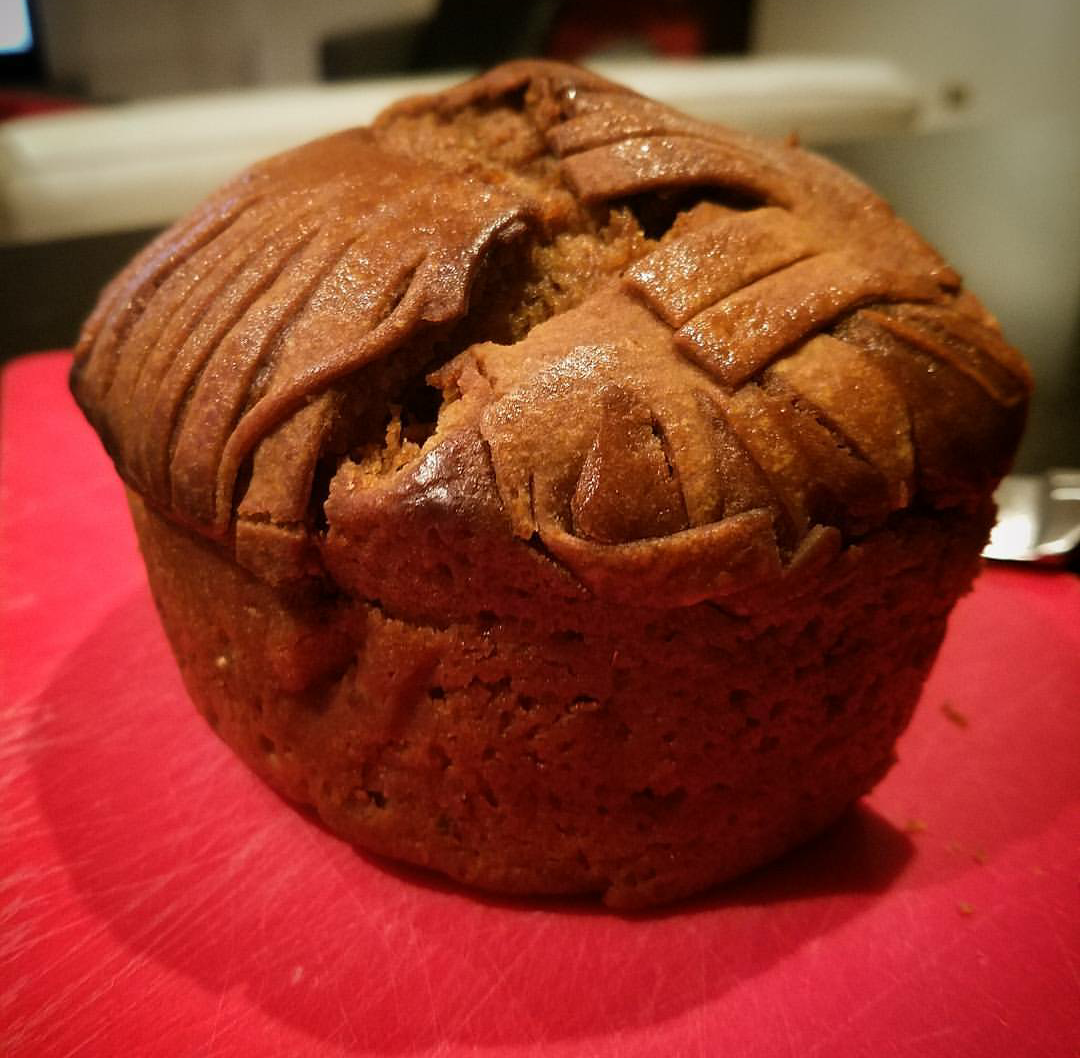
El pan bon, un pan lleno de frutos secos.
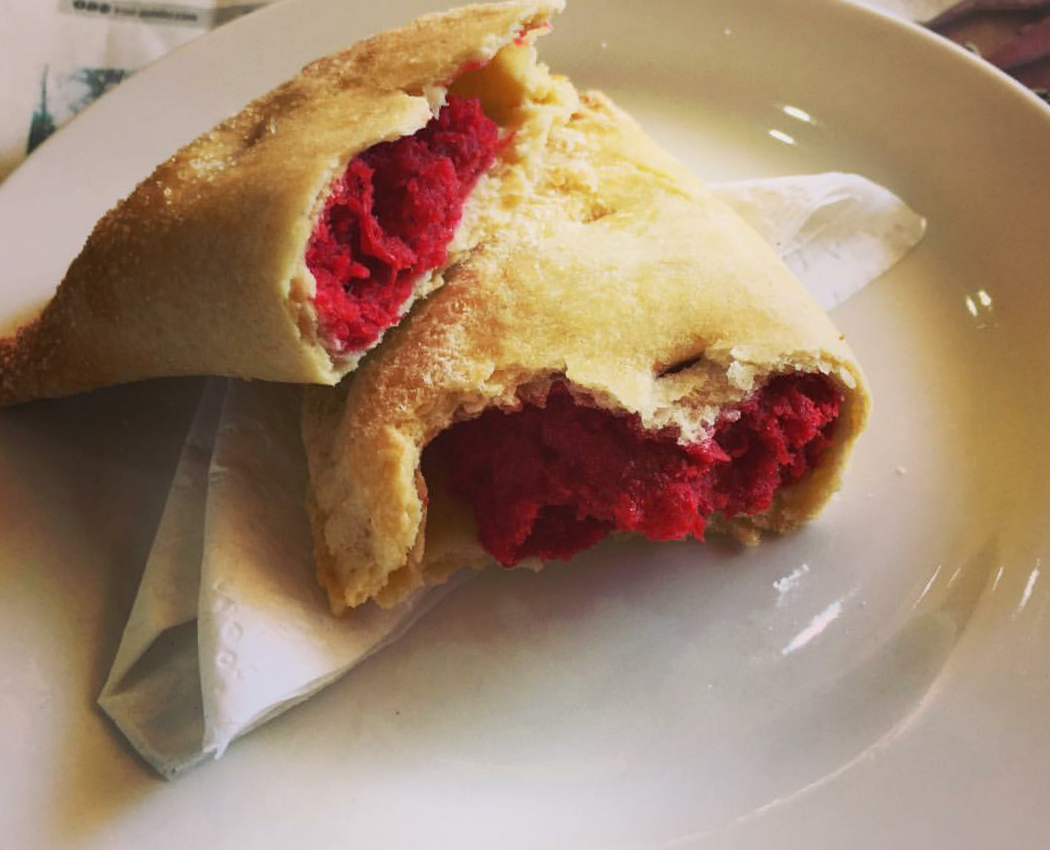
Por así decirlo el "hermano" del pati, el plantintá, solo que este no tiene chile, todo lo contrario su sabor es dulce con una pasta de plátano.

### Personalidades
Esta ciudad ha sido cuna de brillantes deportistas que le han dado gloria a Costa Rica dentro y fuera de sus fronteras y también de numerosos artistas, escritores, políticos, médicos, educadores y otros profesionales. Joaquín Gutiérrez Mangel, uno de sus más célebres hijos, nacido en 1918, es quizás el escritor costarricense más conocido y traducido en el mundo entero, y entre sus obras se pueden citar Puerto Limón, Cocorí o Murámonos Federico. 
También el actor y bailarín Harry Shum, Jr. es nacido en esta ciudad y participó en la serie televisiva estadounidense Glee.

### Radiofonía
Una de sus principales emisoras radiales, Radio Casino, es considerada pionera en el campo de la radiofonía costarricense. Esta emisora transmite su programación en español y mekatelyu (inglés caribeño). La ciudad posee repetidoras de los canales de televisión nacionales, su propio canal local de televisión y un sistema de televisión por cable.

### Religión
La ciudad es sede de la diócesis de Limón que abarca toda la provincia de Limón. Más de 450.000 habitantes se encuentran dentro de sus límites. Aunque es importante señalar que un alto porcentaje de la población limonense practica otros cultos y es la región costarricense con mayor diversidad religiosa. La nueva Catedral de Limón, actualmente finalizada, es considerada como una de las más modernas de América Latina y la torre de su campanario alcanza los 55 a 60 metros de altura que la hacen visible desde el puerto.

### Salud
El Hospital Dr. Tony Facio Castro es de una arquitectura moderna al igual que otros edificios contemporáneos.

## Economía
Sus actividades económicas se han sustentado por largo tiempo en la producción bananera y la ganadería. Además, cuenta con infraestructura básica y servicios que incluyen hoteles, comercios, bancos y oficinas gubernamentales, entre ellas el edificio municipal.

## Transporte

### Aeropuerto
También cuenta con el aeropuerto de Limón está ubicado en la parte sur de la ciudad contiguo al Barrio Cieneguita, este aeropuerto ofrece vuelos diarios regulares gracias a la empresa Nature Air. Actualmente está bajo una construcción que mejorará la calidad del aeropuerto con una inversión de 3 millones de dólares, esto implica una nueva sala de espera, oficinas gubernamentales, división de flujos de pasajeros nacionales e internacionales, sistemas contra incendios, pluvial, y de tratamiento de aguas residuales y negras. También, tendrá estacionamientos adecuados para automóviles y un amplio bulevar de acceso al aeropuerto.

### Autobús
La ciudad cuenta con una terminal de autobuses que la comunica con el resto de la provincia y del país. 

### Carreteras
Al distrito lo atraviesan las siguientes rutas nacionales de carretera:
- Ruta nacional 32
- Ruta nacional 36
- Ruta nacional 240
- Ruta nacional 241
- Ruta nacional 257

### Ferrocarril
Actualmente cuenta con las vías de ferrocarril abandonadas del Ferrocarril al Atlántico, existen proyectos sobre la posible construcción de un tren eléctrico de carga y pasajeros, que tendría un recorrido desde el distrito de Valle la Estrella hasta Río Frío, este proyecto cuenta con la modernización total de la vía férrea, reparación de puentes, mejoras en señalización, con un total de 450 millones de dólares de presupuesto. En el año 2019 empezaron los estudios de factibilidad y se espera que para el año 2020 empiece la etapa de construcción.

### Marítimo
Aquí se ubica el Puerto Moín y el Mega Puerto de APM Terminals, catalogado como los dos puertos de mayor importancia a nivel nacional pues enlaza al país con el comercio europeo, africano, asiático y el este de los Estados Unidos; además por estos dos puertos transita el 80% de importación y exportación de Costa Rica, por otro lado también esta el Puerto de JAPDEVA en el centro de la ciudad que ahora es utilizado para la atención de cruceros.

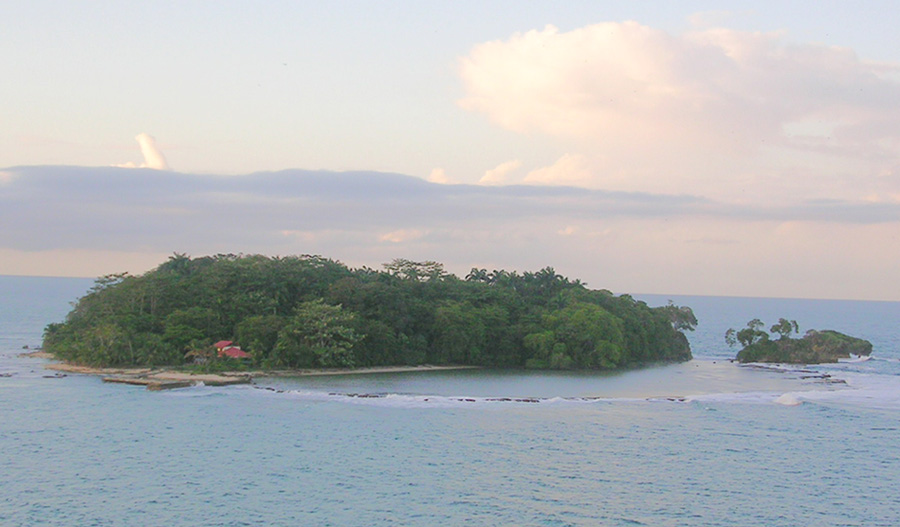
Isla Quiribrí vista aérea.
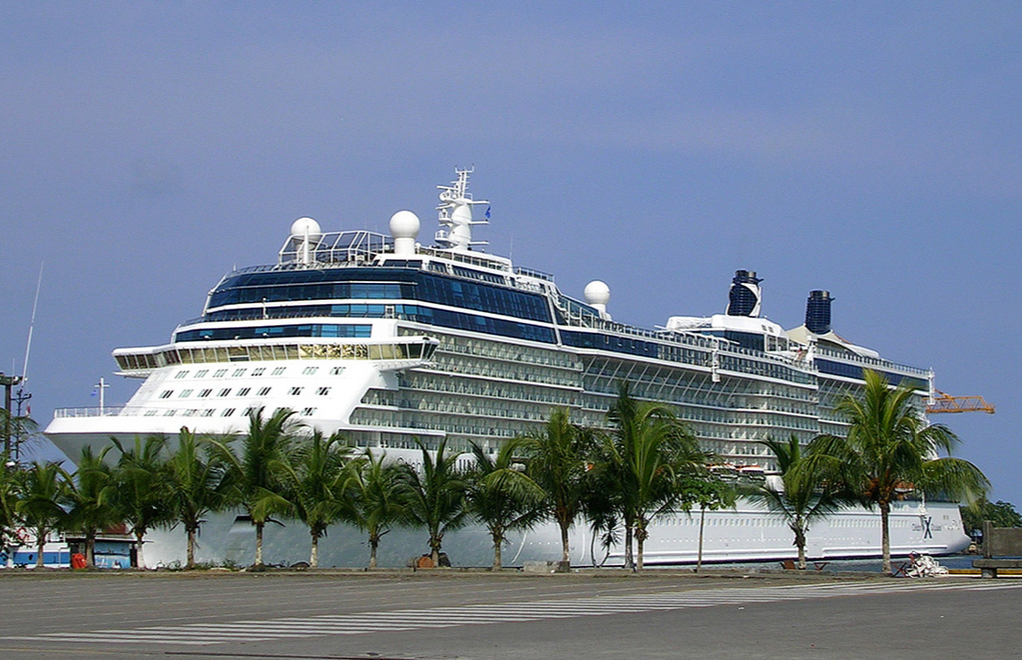
Crucero en Puerto de JAPDEVA.
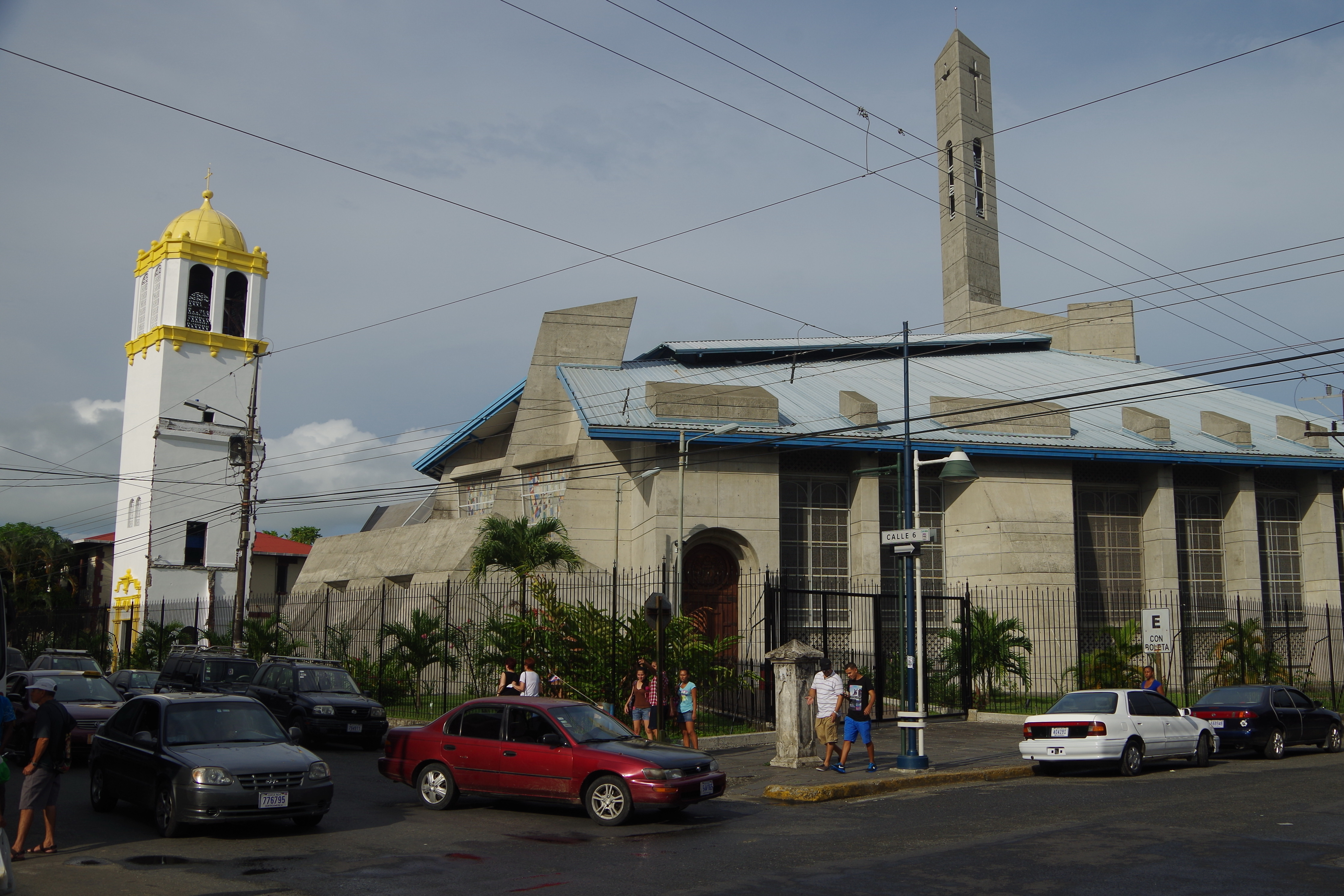
Catedral Católica de Limón.
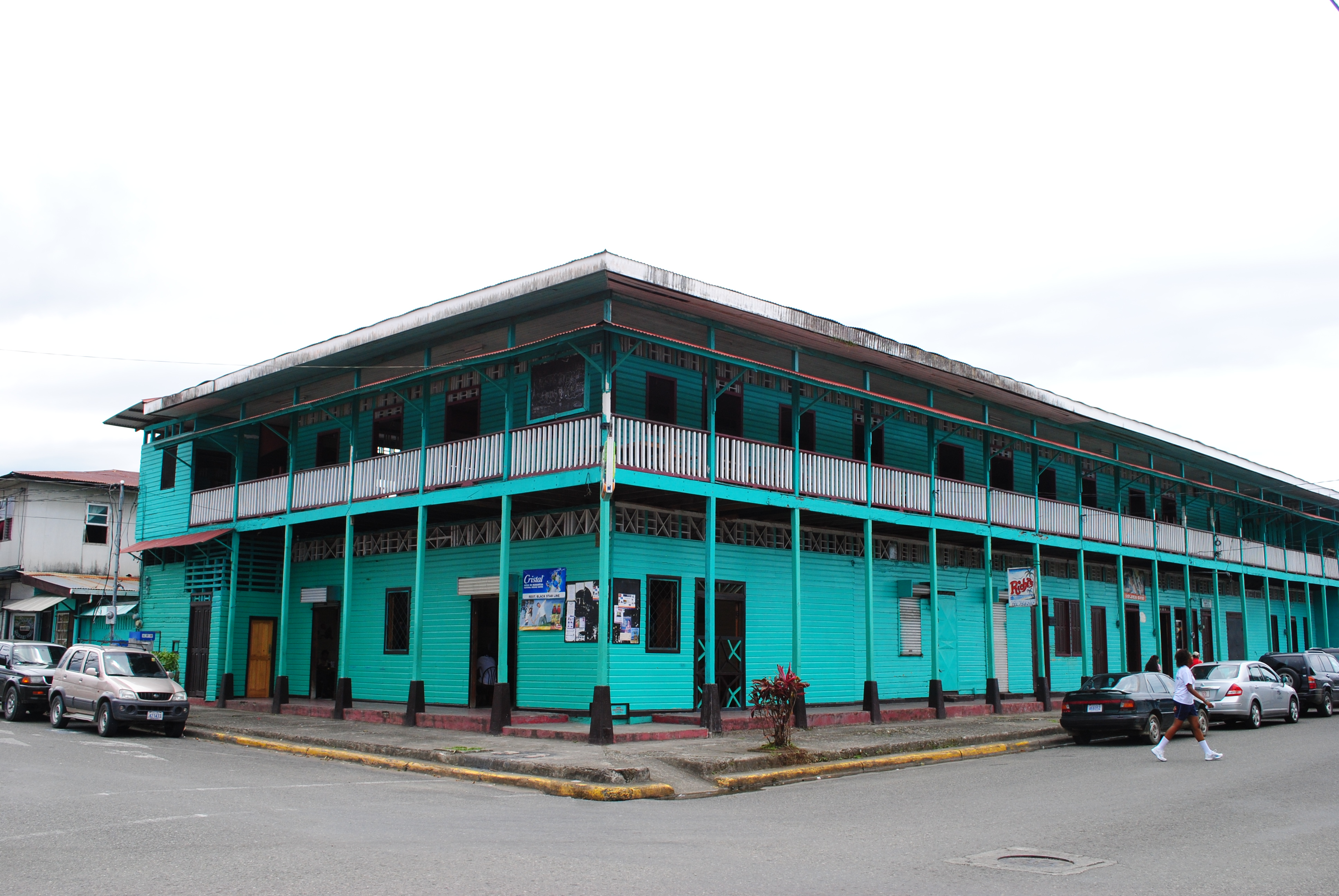
Black Starline (antes del incendio)

## Hermanamiento
- España, El Puerto de Santa María (1987)
- Rumania, Galați (1992)